# 레이디경향
레이디경향은 대한민국의 잡지이다. 여성을 주 독자층으로 삼고 있고, 경향신문의 자매지이다.